# 日中辞典
日中辞典（にっちゅうじてん）は、日本語の語彙を中国語の解釈で説明する辞書のこと。主な日中辞典は、『小学館中日・日中辞典』や、『新明解日漢辞典』（中国にて出版）などがある。